# Anthyllis tetraphylla
El petador, colitx, trèvol de mamella de vaca o antil·lis de quatre fulles (Anthyllis tetraphylla), és una espècie del gènere antil·lis dins la família de les fabàcies que habita camps de cultiu i erms de la conca del Mediterrani.
És una planta anual, de fins a 50 cm d'alt, amb tiges esteses fins ascendents, solcades i pubescents. Les fulles són imparipinnades amb 5 (rarament amb 1-3) folíols, amb ambdues cares velloses; el folíol terminal és clarament més gran que els laterals, d'1-3 cm de llarg i 6-25 mm d'ample, ovalats fins a lanceolats. Les flors fan de 15-20 mm, en inflorescències axil·lars fluixes d'1 fins a 8 flors; estendard més llarg que les ales i la quilla, blanca fins a un groc sofre; ales groc fosc, quilla freqüentment amb la punta vermella, calze membranós, amb una espessa pubescència sedosa, de 12-15 mm de llarg i 4-5 mm d'ample, clarament inflat en el període de fructificació, llavors fins a 2 cm de llarg i 12 mm d'ample, vermellós per la punta; obertura de calze recta, amb 5 dents curts i punxeguts. Beina de dues llavors. Floreix a la primavera.